# Christophori Mátyás
Christophori Mátyás, Mathias Christophori (17. század) jogász, városi tanácsos.

## Élete
Christophori Mátyás krompachi, szepes megyei evangélikus lelkész fia, középiskolai tanulmányait hazájában az evangélikus gimnáziumban elvégezvén, külföldre, a wittenbergi egyetemre ment, ahol megtelepedvén, később városi tanácsos lett.

## Művei
- Summare confutationis pseudo stereomatis Bergiani; vel tractatus dolose inscripti: Das die Wart Christi noch vest stehen. Vittebergae, 1655.
- Dissertatio publica de fide vera catholica, justificante et salvifica, neo-, et pseudo catholicis papistis opposita. Uo. 1656. (2. kiadás. Uo. 1689.)
- Der betrübten Kirchen Jammer-Klagen… Uo. 1672.
- Als Herr Michael Wirth des Herrn Wirths der k. Freystadt Eperjes Rathsverwandten Sohn als Bräutigam mit der Jungfer Catharina Elisabeth, des Herrn Daniel Kleschens Oberpfarrherrn der Evang. Gemeinde zu Wallendorf u. der Frau Elisabeth Gruberin von Oedenburg aus Nieder-Ungern Tochter, als Braut die Hochzeit-Feyer freudenvoll begiengen 1672. wollte seine Schuldigkeit abstatten. Uo. 1672.
- Exercitium juridicum de testimonio. Uo. 1673. Christoph Matth. névvel. L. M. Könyv-Szemle IV. 1879. 152.)